# Manomorta ecclesiastica
La manomorta ecclesiastica era una condizione giuridica di privilegio, concernente l'insieme dei beni (in genere immobili) appartenenti ad un ente ecclesiastico, i quali, non potendo essere trasmessi per successione ereditaria mortis causa a terzi, stante la continuità temporale del soggetto giuridico ecclesiastico nei secoli o addirittura nei millenni, non potevano altresì essere assoggettati alle imposte di successione dello Stato in cui si trovavano.

## Descrizione
Nel Basso Medioevo, con il tramonto del sistema feudale e l'affrancamento dei servi della gleba, nasce la cosiddetta manomorta ecclesiastica. Il passaggio nell'ordinamento civile dalla forma istituzionale del feudo a quella del comune o della signoria (a seconda dei casi e delle diverse contingenze storico-politiche) lascia evidenti tracce normative anche nell'ordinamento ecclesiastico, tra le quali il diritto dominicale perpetuo al fine di evitare la dispersione del patrimonio originario.
La manomorta ecclesiastica fu favorita nella sua formazione dalle donazioni private e pubbliche accumulate per secoli a partire dal Medioevo (anche a mezzo di testamento), fino a formare patrimoni talmente ingenti che nel corso del XVIII secolo furono oggetto di contestazione da parte del potere politico per la loro non assoggettabilità ad imposizione fiscale.
Per ovviare alle esigenze finanziarie dello Stato, data l'ampiezza dei patrimoni mobiliari e immobiliari degli enti ecclesiastici che non producevano introiti fiscali, in luogo dei proventi derivanti da tali imposte sulle alienazioni e sugli atti traslativi unilaterali, era istituita una imposta di manomorta alla quale erano assoggettati i beni fondiari degli enti ecclesiastici altrimenti esenti.
Una problematica fondamentale che aveva portato all'adozione di tale forma d'imposizione fiscale derivava dall'assoluta improduttività di buona parte dei beni fondiari di proprietà degli enti ecclesiastici come d'altronde nel latifondo, beni che, spesso, sia per l'incapacità gestionale dei religiosi responsabili dell'ente, sia per la vastità del patrimonio da gestire accumulatosi negli anni, restavano improduttivi anche per secoli, provocando così danni all'economia degli Stati italiani preunitari.
Il primo tipo di intervento normativo in materia si ebbe nel Regno delle Due Sicilie dove il primo ministro Bernardo Tanucci fece introdurre, tra il 1767 ed il 1776, nell'ambito di una più ampia riforma dei rapporti tra Stato ed enti ecclesiastici, diverse norme giuridiche per ridurre o eliminare tali privilegi feudali: in particolare furono introdotte tassazioni specifiche per colpire le donazioni e le successioni testamentarie che disponevano a favore degli enti ecclesiastici.
Tuttavia stando alla Cronologia Fiorentina della Museofiorentina.it già nel 1751 (l'11 marzo) il Granducato di Toscana emetteva una legge sulla manomorta con cui si vietava il trasferimento a enti ecclesiastici di beni mobili o immobili senza licenza granducale.
Alla fine del Settecento, con la Rivoluzione francese e la Campagna d'Italia con cui Napoleone prese il possesso della totalità degli Stati italiani preunitari, i governi liberali costituitisi disposero l'incamerazione dei beni degli enti ecclesiastici nel demanio pubblico.
Il Regno di Sardegna introdusse l'imposta di manomorta (pari allo 0,90% del valore del bene assoggettato) durante il governo di Cavour (vedi il contesto, la legge Siccardi): tale istituto giuridico fu successivamente integrato nell'ordinamento del Regno d'Italia.
Sia pure con funzioni molto ridotte a causa delle successive leggi eversive che avocarono a favore dello Stato italiano la maggior parte dei beni fondiari e immobiliari della Chiesa, l'imposta di manomorta rimase negli anni e fu soppressa solo con la legge 31 luglio 1954, n. 608, che ha appunto abolito l'imposta sulle rendite degli enti di manomorta.